# فنیل‌استیل‌گلوتامین
فنیل‌استیل‌گلوتامین (به انگلیسی: Phenylacetylglutamine) یک ترکیب شیمیایی با شناسه پاب‌کم ۹۲۲۵۸ است. 